# Porębek (góra)
Porębek (dawniej niem. Kohlhaue) – szczyt na wysokości 898 m n.p.m. znajdujący się w Masywie Śnieżnika w Sudetach, na terenie Śnieżnickiego Parku Krajobrazowego.

## Geografia, geologia i przyroda
Porębek jest słabo zaznaczoną kulminacją w północno-wschodnim ramieniu Śnieżnika, wyrastającą z północno-wschodniego zbocza Stromej, a wznoszącą się na południe od płytkiej przełęczy oddzielającej ją od Młyńska i na północ od Płaczki w postaci wąskiego grzbietu podciętego dolinami potoków. Na wspomnianej przełęczy znajduje się spory węzeł dróg leśnych: Duktu nad Cisowym Rozdołem i Drogi nad Lejami. Ze wschodniego stoku spływa Cisowy Rozdół, będący lewym dopływem Kamienicy, zaś z zachodniego bezimienny prawy dopływ Kleśnicy.
W całości porasta go świerkowy las regla dolnego.

## Geologia
Zbudowany jest z metamorficznych późnokambryjsko-dolnoordowickich gruboziarnistych gnejsów oczkowych (gnejsy śnieżnickie, główny masyw wzgórza), neoprotozoiczno-górnokambryjskich łupków łyszczykowych, z licznymi w rejonie przecinanym przez dolinę Cisowego Rozdołu, na wschód od szczytu, gniazdami (soczewkami) podobnie datowanych erlanów, niekiedy sąsiadującymi z soczewkami równowiekowych marmurów, oraz nielicznymi soczewkami łupków amfibolitowo-hornblendowych i amfibolitów należących do metamorfiku Lądka i Śnieżnika.

## Turystyka
Porębek trawersuje  międzynarodowy szlak pieszy E3 z Kamienicy do schroniska PTTK "Na Śnieżniku".